# メジロモントレー
メジロモントレー（欧字名:Mejiro Monterey、1986年4月25日 - 2013年2月6日）は、日本の競走馬、繁殖牝馬。主な勝ち鞍に1989年のクイーンステークス、1990年のアルゼンチン共和国杯、日刊スポーツ賞金杯、1991年のアメリカジョッキークラブカップ。
ときに一線級の牡馬を退けるほどの能力を持ちながら、それがいつ発揮されるか分からないという「気分屋」として知られた。また、マイルから中距離を中心にGI級競走6勝を挙げたモーリスの祖母としても著名である。

## 経歴

### 生い立ち
1986年、メジロ牧場からの預託を数多く請け負っていた吉田堅の生産。父モガミは当年史上初の牝馬三冠を達成するメジロラモーヌらを輩出。母メジロクインシーは不出走馬だが、祖母メジロボサツは1965年の朝日杯3歳ステークスなどを制した活躍馬で、伯父にも重賞2勝のメジロゲッコウがいた。
荒馬として知られたフィディオンの娘であるメジロクインシーは、自身も非常に気性が激しく、乳を飲みに来る仔馬を蹴る、咬むといった癖があり、慣れるまでは常に両者の間に人が入り大事がないよう見守り続けるという、生産者には大変な仔馬時代であった。出生年の秋にメジロ牧場へ移動。バランスの良い好馬体をもち、大きな病気もなく順調に成長していった。

### 戦績
1988年8月、函館開催の新馬戦でデビュー。柏崎正次を鞍上に、初戦2着を経て2戦目で初勝利を挙げた。その後は体調を崩して一旦牧場に戻ったのち12月に復帰したが、重賞のテレビ東京賞3歳牝馬ステークス（横山典弘騎乗）で10着と敗れ、以後もしばし勝利から遠ざかった。翌1989年3月のフラワーカップで3着となったのち、牝馬クラシック初戦の桜花賞を断念し、優駿牝馬（オークス）を目標とする。次走・自己条件戦で2勝目を挙げたのち、鞍上に河内洋を迎えてサンケイスポーツ賞4歳牝馬特別（オークストライアル）へ出走。桜花賞上位馬不在もあって1番人気に支持されたが、スタートダッシュがつかず後方からのレース運びとなり、直線で追い込むも優先出走権付与ぎりぎりの4着となった。河内は「スタートがもっさりなのはあの馬の体質だと思う。本番も恐らく同じ」と語った。
5月21日に迎えたオークスでは、桜花賞優勝馬シャダイカグラに次ぐ2番人気の支持を受けた。しかし発馬機内で立ち上がったうえ、立ち後れてレース前半で河内が思い描いた位置をとれず、道中での追い上げで消耗した末に5着と敗れた。管理調教師の奥平真治は後に「春はどうも人気が先行しすぎ」であったと述べている。
その後は夏の函館開催へ回り、緒戦は1800mと適性からは短すぎる距離もあり4着と敗れたが、2500mと距離を延ばした条件戦・松前特別は4馬身差で制し、10月には牝馬三冠最終戦・エリザベス女王杯を睨んでクイーンステークスへ出走した。故障で長く戦列を離れていた無敗馬・カッティングエッジに次ぐ2番人気となったが、レースでは5番手追走から、最後の直線でレディゴシップとの競り合いをクビ差制し、重賞初勝利を挙げた。騎乗した柴田政人は「レディゴシップに並びかけ、かわすまでに苦労したが、追えば追うほど伸びる。距離が延びるエリザベス女王杯ではもっといい」と述べ、奥平は「春のように馬群に入れず損をするレース下手な面をみせなくなって、気性面の成長が大きい。エリザベス女王杯は2400mだから、このレースよりも距離的には楽。牝馬同士ならという気もあるし、今度も是非、人気に見合うだけのレースをしたい」と述べた。
エリザベス女王杯（11月12日）ではオークスに続いてシャダイカグラに次ぐ2番人気の支持を受ける。しかしレースでは中団追走から最後の直線入口で先頭に並びかけるも、そこから伸びを欠いて7着に終わった。1番人気シャダイカグラは故障を発生して最下位で入線。勝ったのは20頭立て最低人気のサンドピアリスであった。奥平はこの競走について、「前々の競馬になったけど、そんなに無理をしたわけじゃない。本当、敗因は馬に聞きたいぐらい」と述べている。
12月にはターコイズステークスに出走したが、調教では良い動きをみせていながらレースではもたつき、5着と敗れた。5歳となった翌1月には日刊スポーツ賞金杯へ出走。前3走で騎乗した柴田に代わり、3歳末から5戦に騎乗していた横山典弘が騎乗した。横山はメジロモントレーについて「届くか届かないか、と思うぐらいの位置から進んだ方が良いタイプ」と見ていたため、道中後方から2番手を進んだ。最後の直線では残り200メートルで7～8番手の位置から一気に追い込み、1番人気のバリエンテーを差し切り勝利。奥平は「この馬が気分屋なんだって、ほとほと思い知らされました」と語った。
その後の成績次第では天皇賞（春）への出走も視野に入っていたが、続く目黒記念、中山記念では9、6着と敗れ、天皇賞には出走せず休養に入る。秋に牝馬東京タイムズ杯から復帰したが、18頭立て17着と大敗。次走にはアルゼンチン共和国杯に臨んだが、調教の動きも悪く、9番人気の低評価であった。しかし「レース直前に走る気になった」（横山）メジロモントレーは、道中後方の位置から、最後の直線では接戦を演じる先団馬群を大外から一気に差しきり、重賞3勝目を挙げた。上がり3ハロン（最後の600メートル）は34秒8という、当時としては優秀なものだった。横山は「確かにムラなところはあるけれど、乗っていると予感のようなものがある。今日はパドックでも返し馬でも落ち着いていた。気分よく走ると凄い脚を使う」と感想を述べた。また奥平は「まず馬がこっちの勝つ気を読んでいる。だから今回のように気楽な立場だと、道中は死んだフリをして、最後にすごい脚を使ってくれる。難しい馬です」と語り、競馬会の広報誌『優駿』は「気まぐれ娘」と評した。
年末のグランプリ・有馬記念出走も視野に入れられたが回避し、翌1991年1月のアメリカジョッキークラブカップに出走。道中最後方からカリブソング、ランニングフリーを一気に差しきり、自身初の重賞2連勝を遂げた。上がりは前走に匹敵する34秒9で、横山は「一瞬の切れはメジロライアンと比較しても全く引けはとらない」と賞賛した。
春の天皇賞出走も取り沙汰されていたが、このあと休養に入る。秋には毎日王冠で復帰するも12着と敗れ、これを最後に競走生活から退いた。

### 繁殖牝馬時代 - 引退後
競走馬引退後はメジロ牧場で繁殖牝馬となる。メジロマックイーンとの間に産んだ3番仔・メジロアトラスは中央競馬で7勝を挙げ、重賞ではダイオライト記念3着などの成績を残した。繁殖引退後は功労馬として余生を送り、2013年2月6日、解散したメジロ牧場から施設を引き継いでいたレイクヴィラファームにおいて死亡した。27歳没。なお競走馬としては8戦0勝の成績に終わっていた（下記）8番仔メジロフランシスの産駒モーリス（父スクリーンヒーロー）がGI競走を6勝した。

## 競走成績
| 年月日 | 年月日 | 年月日 | 競馬場 | 競走名                    | 格   | 頭数 | 枠番 | 馬番 | 人気 | 着順 | 騎手     | 斤量 | 距離（馬場）  | タイム | タイム 差 | 勝ち馬/（2着馬）     |
| 1988   | 8.     | 14     | 函館   | 3歳新馬                   |      | 12   | 3    | 3    | 2    | 2着  | 柏崎正次 | 53   | 芝1000m（良） | 59.2   | 0.1       | アイリスターフ       |
|        | 8.     | 28     | 函館   | 3歳新馬                   |      | 8    | 8    | 8    | 1    | 1着  | 柏崎正次 | 53   | 芝1200m（稍） | 1:12.1 | 0.0       | （ダイイチマッハ）   |
|        | 12.    | 17     | 中山   | テレビ東京賞3歳牝馬S      | GIII | 16   | 4    | 8    | 7    | 10着 | 横山典弘 | 53   | 芝1600m（良） | 1:36.6 | 1.3       | カッティングエッジ   |
| 1989   | 1.     | 21     | 中山   | ジュニアC                 | OP   | 9    | 8    | 8    | 6    | 4着  | 横山典弘 | 53   | 芝2000m（稍） | 2:07.5 | 0.7       | バリエンテー         |
|        | 2.     | 11     | 東京   | 4歳400万下                |      | 9    | 7    | 7    | 1    | 2着  | 横山典弘 | 52   | ダ1700m（不） | 1:46.2 | 0.1       | クラノハクリュウ     |
|        | 3.     | 18     | 中山   | フラワーC                 | GIII | 13   | 7    | 11   | 3    | 3着  | 横山典弘 | 53   | 芝1800m（良） | 1:50.7 | 0.3       | リアルサファイヤ     |
|        | 4.     | 2      | 中山   | 4歳400万下                |      | 10   | 7    | 8    | 1    | 1着  | 横山典弘 | 52   | 芝1800m（良） | 1:51.6 | -0.1      | （キクノナイスデイ） |
|        | 4.     | 30     | 東京   | サンスポ賞4歳牝馬特別     | GII  | 16   | 5    | 10   | 1    | 4着  | 河内洋   | 54   | 芝2000m（良） | 2:02.8 | 0.3       | ファンドリポポ       |
|        | 5.     | 21     | 東京   | 優駿牝馬                  | GI   | 24   | 1    | 2    | 2    | 5着  | 河内洋   | 55   | 芝2400m（稍） | 2:29.6 | 0.6       | ライトカラー         |
|        | 7.     | 8      | 函館   | ポプラS                   | 900  | 9    | 8    | 9    | 1    | 4着  | 河内洋   | 52   | 芝1800m（良） | 1:48.7 | 0.4       | サカエクインビー     |
|        | 8.     | 5      | 函館   | 松前特別                  | 900  | 10   | 3    | 3    | 1    | 1着  | 河内洋   | 52   | 芝2500m（良） | 2:32.7 | -0.7      | （メジロラギン）     |
|        | 10.    | 1      | 中山   | クイーンS                 | GIII | 11   | 1    | 1    | 3    | 1着  | 柴田政人 | 53   | 芝2000m（良） | 2:00.8 | -0.1      | （レディゴシップ）   |
|        | 11.    | 12     | 京都   | エリザベス女王杯          | GI   | 20   | 5    | 11   | 2    | 7着  | 柴田政人 | 55   | 芝2400m（良） | 2:29.7 | 0.9       | サンドピアリス       |
|        | 12.    | 17     | 中山   | ターコイズS               | OP   | 9    | 6    | 6    | 1    | 5着  | 柴田政人 | 54   | 芝2000m（良） | 2:00.8 | 0.5       | レディゴシップ       |
| 1990   | 1.     | 5      | 中山   | 日刊スポーツ賞金杯        | GIII | 15   | 8    | 14   | 4    | 1着  | 横山典弘 | 53   | 芝2000m（良） | 2:00.4 | -0.1      | （バリエンテー）     |
|        | 2.     | 18     | 東京   | 目黒記念                  | GII  | 13   | 7    | 10   | 5    | 9着  | 横山典弘 | 55   | 芝2500m（良） | 2:33.6 | 0.8       | マルタカタイソン     |
|        | 3.     | 11     | 中山   | 中山記念                  | GII  | 8    | 1    | 1    | 5    | 6着  | 横山典弘 | 54   | 芝1800m（良） | 1:49.0 | 0.7       | ホクトヘリオス       |
|        | 10.    | 4      | 東京   | 牝馬東京タイムズ杯        | GIII | 18   | 5    | 10   | 7    | 17着 | 柴田政人 | 55   | 芝1600m（良） | 1:35.4 | 2.3       | ヒカルダンサー       |
|        | 11.    | 18     | 東京   | アルゼンチン共和国杯      | GII  | 15   | 5    | 8    | 9    | 1着  | 横山典弘 | 55   | 芝2500m（良） | 2:32.9 | -0.1      | （リアルバースデー） |
| 1991   | 1.     | 31     | 中山   | アメリカジョッキークラブC | GII  | 10   | 4    | 4    | 4    | 1着  | 横山典弘 | 55   | 芝2200m（良） | 2:13.8 | -0.2      | （カリブソング）     |
|        | 10.    | 6      | 東京   | 毎日王冠                  | GII  | 13   | 4    | 4    | 11   | 12着 | 横山典弘 | 56   | 芝1800m（稍） | 1:48.5 | 2.4       | プレクラスニー       |

- 競走馬成績と情報 netkeiba

## 繁殖成績
|       | 馬名             | 誕生年 | 性         | 毛色   | 父                     | 戦績                                | 出典   |
| ----- | ---------------- | ------ | ---------- | ------ | ---------------------- | ----------------------------------- | ------ |
| 初仔  | トワダモダン     | 1993年 | 牝         | 鹿毛   | バイアモン             | 不出走                              | [ 14 ] |
| 2番仔 | メジロフリーゼ   | 1994年 | 牝         | 栗毛   | ジャッジアンジェルーチ | 中央6戦0勝                          | [ 15 ] |
| 3番仔 | メジロアトラス   | 1995年 | 牡 （→騸） | 芦毛   | メジロマックイーン     | 47戦7勝 （中央45戦7勝、地方2戦0勝） | [ 16 ] |
| 4番仔 | メジロガッサン   | 1996年 | 牡         | 黒鹿毛 | トニービン             | 29戦1勝 （中央7戦0勝、地方22戦1勝） | [ 17 ] |
| 5番仔 | メジロマルチネス | 1997年 | 牝         | 栗毛   | フォーティナイナー     | 中央14戦1勝                         | [ 18 ] |
| 6番仔 | メジロディングル | 1998年 | 牡 （→騸） | 栗毛   | メジロライアン         | 26戦1勝 （中央23戦0勝、地方3戦1勝） | [ 19 ] |
| 7番仔 | メジロオニール   | 1999年 | 牝         | 鹿毛   | ペンタイア             | 中央2戦0勝                          | [ 20 ] |
| 8番仔 | メジロフランシス | 2001年 | 牝         | 鹿毛   | カーネギー             | 8戦0勝 （中央7戦0勝、地方1戦0勝）   | [ 21 ] |
| 9番仔 | メジロヘルトン   | 2003年 | 牡         | 鹿毛   | エルコンドルパサー     | 不出走                              | [ 22 ] |

## 血統表
父モガミについては同馬の項を参照のこと。祖母メジロボサツから連なる牝系は本馬の生産者であるメジロ牧場が抱えた中でも特に歴史が古く、代表的なものであった。
| メジロモントレーの血統        | メジロモントレーの血統                | メジロモントレーの血統  | （血統表の出典）        | （血統表の出典） |
| 父系                          | リファール系                          | リファール系            | リファール系            | [ § 2 ]          |
| 父 *モガミ Mogami 1976 青鹿毛 | 父の父Lyphard 1969 鹿毛               | Northern Dancer         | Nearctic                | Nearctic         |
| 父 *モガミ Mogami 1976 青鹿毛 | 父の父Lyphard 1969 鹿毛               | Northern Dancer         | Natalma                 |                  |
| 父 *モガミ Mogami 1976 青鹿毛 | 父の父Lyphard 1969 鹿毛               | Goofed                  | Court Martial           | Court Martial    |
| 父 *モガミ Mogami 1976 青鹿毛 | 父の父Lyphard 1969 鹿毛               | Goofed                  | Barra                   |                  |
| 父 *モガミ Mogami 1976 青鹿毛 | 父の母*ノーラック No Luck 1968 黒鹿毛 | Lucky Debonair          | Vertex                  | Vertex           |
| 父 *モガミ Mogami 1976 青鹿毛 | 父の母*ノーラック No Luck 1968 黒鹿毛 | Lucky Debonair          | Fresh as Fresh          |                  |
| 父 *モガミ Mogami 1976 青鹿毛 | 父の母*ノーラック No Luck 1968 黒鹿毛 | No Teasing              | Palestinian             | Palestinian      |
| 父 *モガミ Mogami 1976 青鹿毛 | 父の母*ノーラック No Luck 1968 黒鹿毛 | No Teasing              | No Fidding              |                  |
| 母 メジロクインシー 1981 鹿毛 | 母の父*フィディオン Fidion 1972 鹿毛  | Djakao                  | Tanerko                 | Tanerko          |
| 母 メジロクインシー 1981 鹿毛 | 母の父*フィディオン Fidion 1972 鹿毛  | Djakao                  | Diagonale               |                  |
| 母 メジロクインシー 1981 鹿毛 | 母の父*フィディオン Fidion 1972 鹿毛  | Thessalie               | Sicambre                | Sicambre         |
| 母 メジロクインシー 1981 鹿毛 | 母の父*フィディオン Fidion 1972 鹿毛  | Thessalie               | La Tournelle            |                  |
| 母 メジロクインシー 1981 鹿毛 | 母の母メジロボサツ 1963 栗毛          | *モンタヴァル           | Norseman                | Norseman         |
| 母 メジロクインシー 1981 鹿毛 | 母の母メジロボサツ 1963 栗毛          | *モンタヴァル           | Ballynash               |                  |
| 母 メジロクインシー 1981 鹿毛 | 母の母メジロボサツ 1963 栗毛          | メジロクイン            | シマタカ                | シマタカ         |
| 母 メジロクインシー 1981 鹿毛 | 母の母メジロボサツ 1963 栗毛          | メジロクイン            | コウゲン                |                  |
| 母系(F-No.)                   | メジロボサツ系(FN:10-d)               | メジロボサツ系(FN:10-d) | メジロボサツ系(FN:10-d) | [ § 3 ]          |
| 5代内の近親交配               | なし                                  | なし                    | なし                    | [ § 4 ]          |
| 出典                          | 1. 2. 3. 4.                           | 1. 2. 3. 4.             | 1. 2. 3. 4.             | 1. 2. 3. 4.      |

### 近親（重賞勝利馬）
1. 直系馬は省略。括弧内は当該馬の優勝重賞競走。太字はGI競走。
2. 出典：平出（2014）106-107頁。

- 伯父 - メジロゲッコウ（弥生賞、スプリングステークス）
- 従兄 - メジロボアール（阪神大賞典）
- 従姪 - メジロドーベル（阪神3歳牝馬ステークス、優駿牝馬、秋華賞、エリザベス女王杯2回、オールカマー、府中牝馬ステークス）
- 従甥 - メジロファラオ（中山グランドジャンプ）
- 従甥 - メジロベイシンガー（新潟ジャンプステークス）
- 従姪孫 - メジロマントル（鳴尾記念）